# Chengzhong, Xining
Chengzhong är ett stadsdistrikt och säte för stadsfullmäktige i provinshuvudstaden Xining i Qinghai-provinsen i västra Kina.